# Copyscape
Copyscape ist ein Onlinedienst, der Plagiate von Website-Texten erkennen soll. Betrieben wird er von Indigo Stream Technologies, Ltd.

## Funktionsweise
Nachdem man die Adresse zum Originalinhalt mitgeteilt hat, gibt die Copyscape-Website eine Liste von Websites aus, die Kopien des Originals oder von Teilen des Originals enthalten. Normalerweise stellt das Programm Wiederholungen von mehr als drei Worten in einem Text fest, wobei Eigennamen und sprichwörtliche Redewendungen toleriert werden sollen. Es funktioniert recht zuverlässig, wie professionelle Web-Autoren feststellen können, deren Texte von Auftraggebern und Textagenturen per Copyscape überprüft werden. Wie zuverlässig das Programm allerdings angesichts der hohen Redundanz im Internet arbeitet, ist schwer zu ermitteln.
Der Dienst Copyscape Premium überprüft das Web täglich auf Kopien einer registrierten Website und sendet dem registrierten Seitenbetreiber eine Benachrichtigung, falls Kopien gefunden wurden. Der kostenpflichtige Dienst Copyscape Premium ermöglicht die Suche nach Offline-Inhalten. Dabei können Texte per Copy and Paste auf der Website eingegeben werden und Kopien gesucht werden. Das Angebot ist für Autoren und Redaktionen vorgesehen, die damit die Echtheit ihrer Veröffentlichung sicherstellen können.
Auf ihren Websites können Websitebetreiber den Copyscape-Banner einbinden, um vor Urheberrechtsverletzungen zu warnen. Copyscape stellt ein Forum bereit, das in erster Linie für Diskussionen über geistiges Eigentum vorgesehen ist.

## Durch Copyscape aufgedeckte Fälle
Die Verwendung von Copyscape führte bereits in mehreren Fällen zum Aufspüren von Onlineplagiaten von Websites:
- Am 6. April 2005 verwendete der norwegische Webdesigner Arve Bersvendsen Copyscape, um die Kopie eines von ihm verfassten CSS-Tutorials bei einer von Apple Computer betriebenen Website aufzuspüren. Kurz nachdem Bersvendsen sein Urheberrecht geltend gemacht hatte, wurden die Inhalte von der Website entfernt.
- Am 9. Dezember 2005 konnte der ZDNet-Blogger Richard Stiennon sechs Websites aufspüren, auf denen ein von ihm entworfener Geschäftsplan für Internetdienstleister kopiert und neu veröffentlicht wurde.

## Aufbau
Die Suchmaske der Website von Copyscape basiert auf der Google Web API. Zwar kann Copyscape dadurch kopierte Texte von Websites aufspüren, nicht aber Medien wie Grafiken. Spezielle Algorithmen können sogar leicht abgeänderte Texte wiedererkennen. Ob eine Kopie mit oder ohne Erlaubnis ihres Urhebers angefertigt wurde, kann dabei naturgemäß nicht festgestellt werden.

## Geschichte
Copyscape wurde 2004 durch das Unternehmen Indigo Stream Technologies, Inc. entwickelt, welches ein Jahr zuvor von Gideon Greenspan gegründet wurde.